# Parabellum MG 17
Il Parabellum MG17 era mitragliatrice per aeromobili tedesca di calibro 7,92 × 57 mm Mauser della Deutsche Waffen und Munitionsfabriken (DWM) dal 1916 al 1918.
Derivata della Parabellum MG 14 la prima MG17 apparve come arma per l'osservatore a bordo degli aerei da ricognizione mentre una seconda versione venne sviluppata per la fanteria.